# Hall Art Foundation

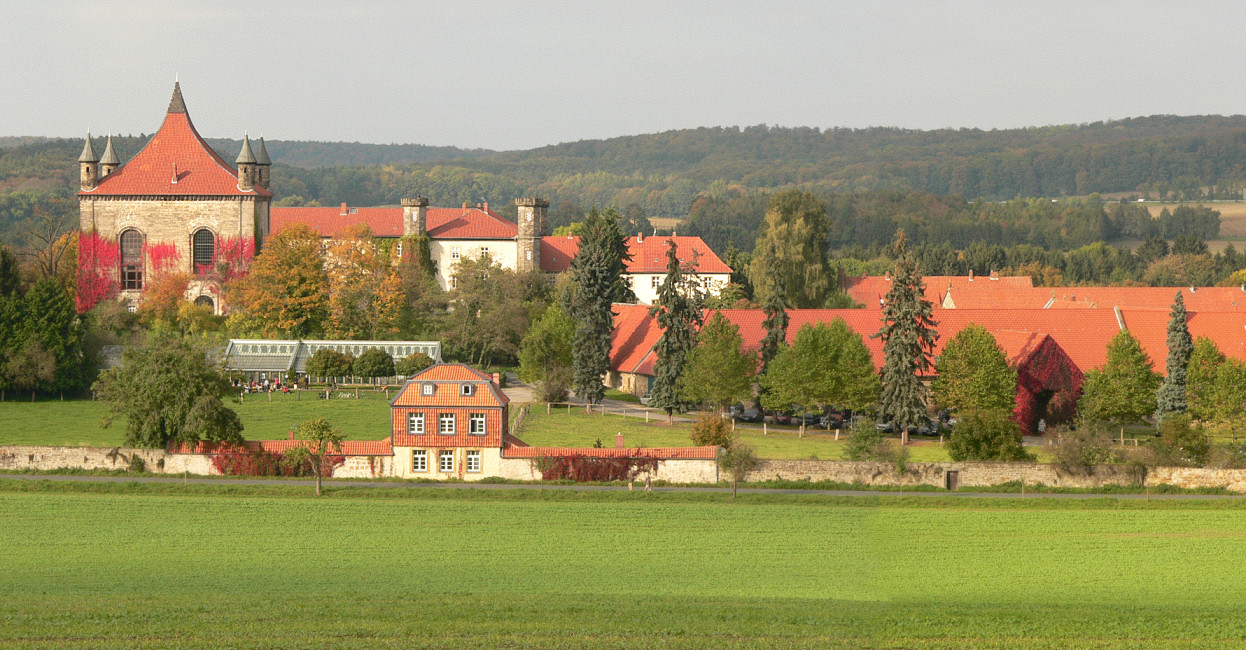
Standort der Hall Art Foundation im Schloss Derneburg

Die Hall Art Foundation ist eine amerikanische Stiftung, die 2007 vom britisch-amerikanischen Kunstsammlerehepaar Christine und Andrew Hall ins Leben gerufen wurde, um deutsche und amerikanische Gegenwartskunst nach 1945 zu vermitteln. Zu diesem Zweck unterhält sie zwei neu gegründete Kunstmuseen im ländlichen Raum. Dies ist eine ehemalige Milchfarm in Reading (Vermont) in den USA und das Schloss Derneburg samt dem alten Gebäudebestand der unmittelbar dazugehörigen Domäne bei Hildesheim. Weiter werden mit Unterstützung der Hall Art Foundation dauerhaft Werke Anselm Kiefers auf dem Campus des Massachusetts Museum of Contemporary Art (MassMoca) in North Adams (Massachusetts) in einem eigens hergerichteten Gebäude gezeigt. Das MassMoca zählt zu den größten Museen für Gegenwartskunst in den USA.
Die Museen in Vermont und Niedersachsen sollen es der Familie Hall und ihrer Stiftung ermöglichen, einen Teil der mehr als 5000 Kunstwerke umfassenden Sammlungen zu zeigen. Unter den vielen in den Sammlungen vertretenen Künstlern stellt die Stiftung Georg Baselitz, Joseph Beuys, Nicole Eisenman, Ólafur Elíasson, Eric Fischl, Anselm Kiefer, Barbara Kruger, Ed Ruscha, Julian Schnabel, Andy Warhol und Franz West heraus. Die Stiftung mit dem Verwaltungssitz in Vermont wurde schon mit dem ebenfalls privaten Glenstone Kunstmuseum am Ufer des Potomac River verglichen, die Ziele gehen jedoch weiter. Die Hall Art Foundation beabsichtigt, Schloss Derneburg zu einem der größten Kunstmuseen auszubauen. Die Sanierung des Schlosses nebst Umbau in ein Museumsgebäude nahm der Berliner Architekt Tammo Prinz vor.
Das Ziel der Stiftung sind 10.000 m² sanierte Ausstellungsfläche. Bisher ermöglichen die Außenflächen im Park, das Schloss und der Umfang der Sammlungen mehrere gleichzeitige Einzelausstellungen angesehener Gegenwartskünstler. Eine weitere Ausstellungsfläche befindet sich in einem der früheren Wirtschaftsgebäude. Der das Schloss umgebende englische Landschaftspark der seit dem Wiener Kongress hier wohnhaften Fürsten Münster wurde bereits zum Skulpturenpark mit Werken von Tracey Emin, Antony Gormley, Jeppe Hein, Jörg Immendorff, Jonathan Meese oder Julian Schnabel.